# 알리스 바이델
알리스 엘리자베트 바이델(독일어: Alice Elisabeth Weidel, 독일어 발음: [aˈliːsə eˈliːzabɛt ˈvaɪdl̩], 1979년 2월 6일~)은 독일의 정치인으로, 2017년 9월부터 독일 연방의회(독일 하원)에서 독일을 위한 대안(AfD)의 대표로 활동하고 있다.

## 어린 시절 및 교육
바이델은 귀터슬로에서 태어나고 페어스몰트(Versmold)에서 자랐다. 바이로이트 대학교에서 경제학을 전공하였고 2011년 같은 대학에서 국제개발 (international development)로 박사 학위를 받았다.

## 경력
학부를 마친 뒤, 바이델은 알리안츠 국제투자(Alianz Global Investors)로 이직하기 전까지 골드만삭스(Goldman Sachs)에서 일했다. 2000년 후반, 그녀는 6년간 중국에 거주하며 중국은행(Bank of China)에서 일했고, 중국어(관화, Mandarin)를 구사할 수 있다. 중국은행을 떠난 뒤로, 독일의 바트 로텐펠데(Bad Rothenfelde)에 위치한 동물 사료 공급업체인 헤리스토(Heristo)에서 일했다. 2014년 이후로는 프리랜서 사업 컨설턴트로 일했다.

## 정치

### 독일을 위한 대안 (AfD)
바이델은 2012년 독일을 위한 대안 (AfD)에 가입하였으며, AfD가 유럽연합에 반대하기 때문에 지지한다고 하였다. 2017년 4월, AfD의 공동-대표로 선출되었다.

### 정치 위치

#### 이민
바이델은 “독일은 이민 정책으로 파괴될 것이다. 도널트 트럼프는 메르켈을 미쳤다고 말했으며 나는 그의 의견에 동의한다. 독일에서 일어나고 있는 정책들은 난센스 (nonsensical form)이다.” 라며 앙겔라 메르켈의 이민 정책을 비판하였다.

#### 유럽 연합
바이델은 독일이 유럽연합의 회원국으로 남아있는 것을 지지하지만, 경제적으로 취약한 그리스 등과 같은 나라들은 떠날 것을 주장하고 있다. 비록 EU를 지지하지만, 그녀는 독일이 유로 단일화폐에서 탈퇴하여야 한다고 하였다.

#### LGBTQ 문제
바이델은 “내 아이 주변으로는 어떤 성평등이나 이른 성 규범을 전하지 않았으면 좋겠다”라고 성결정권 이전의 성별에 대한 논쟁하는 것에 반대의견을 피력하였다.
그녀는 동성-결혼의 법제화에 반대의견을 말했으며 “전통적 가족”의 보호를 지지하며 또한 “다른생활방식”을 지지한다고 언급하였다. 그녀는 게이, 레즈비언 커플을 위한 시민 협력을 지지하며 그녀 역시, 레즈비언이라고 말하였다.

### 논란

#### TV show “political correctness” 사고
2017년 4월, 바이델은 political correctness에게 그것은 “역사의 쓰레기 더미”에 속한다고 강하게 의견을 전달했다. 4월 27일, 그에 대한 대응으로 TV 앵커 Christian Ehring이 “물론, political correctness를 끝내야 한다. 모든 것을 정치적으로 맞지 않게 하자. 나찌녀(Nazi slut)가 옳을지도 몰라. 이것이 정치적으로 충분히 잘못됐지?” 라며 풍자 프로그램 extra 3에서 말하였다. 바이델은 이 채널이 프로그램을 다시 방송하는 것을 반대하도록 고소하였고 5월 17일, 함부르크 구역 법원은 공공 인물은 과장된 비판에 대해 맞서야 한다며 그녀의 소를 취하하였다 [10-11]. 바이델은 이런 결정에 불복하고 고등 지방 법원에 고소할 것을 공언하였으나 2017년 9월 기준으로, 다른 조치가 취해지지는 않았다.

#### 불법 이민건
2017년 9월 Die Zeit에 보고된 바에 따르면, 바이델은 시리아 난민을 그녀의 스위스 집에 가정부로 불법 고용하였다. 해당 보고는 난민이 문서화된 계약서도 없었고 정식적인 월급 지급도 없었다고 주장하였는데, 바이델은 트위터로 Die Zeit는 “가짜 뉴스”이며 틀렸다고 대응하였으며 바이델의 변호사는 바이델이 시리아인을 그녀의 집에 손님으로 묵게 하였을 뿐, 일꾼으로 고용하지 않았다고 대변하였다.

## 개인사
바이델은 스리랑카 출신의 스위스 영화감독, 사라 보사르(프랑스어: Sarah Bossard, 1982년~)와 연인 관계에 있으며 스위스 빌/비엔 별장에서 그녀와 생활하기도 하였고, 그들은 두 명의 아이를 입양하였다.